# Notikewin Provincial Park
Der Notikewin Provincial Park ist ein 101,18 km² großer Naturpark im Nordwesten der kanadischen Provinz Alberta. Zum Parkgebiet gehören ungestörte Wälder und Feuchtgebiete und er ist einer der größeren Provincial Parks in Alberta. Er erstreckt sich 6,4 km am Unterlauf des Notikewin River und 25 km am Westufer des Peace River, etwa 67 km nordwestlich von Manning.

## Name
Der Name Notikewin geht auf das Cree-Wort nôtinikewin (ᓅᑎᓂᑫᐃᐧᐣ) zurück, das ‚Schlacht‘ oder ‚Kampf‘ bedeutet. Dabei geht der Name des Parks auf den gleichnamigen Fluss zurück, eines Nebenflusses des Peace River. In dem Tal, in dem der Notikewin in den Peace-Fluss mündet, befindet sich der kleine Park. Wahrscheinlich geht der Name auf den Tza Tinne-Bürgerkrieg zurück, der in ihren Legenden als „Dog Piss-on-arrow-war“ erscheint.

## Geologie und Landschaftsform
Die tief eingeschnittenen Täler des Peace und des Notikewin prägen die Landschaft des Parks. An der Westseite des Peace-Flusses senken sich vier Terrassen zum Fluss abwärts. Diese gingen aus ehemaligen Inseln und Mäanderbänken hervor, die zurückblieben, als sich der Fluss tiefer einkerbte und seinen Lauf weiter nach Osten verlegte. Dabei sind mehrere große, tropfenförmige Inseln vor relativ kurzer Zeit entstanden. An der Notikewinmündung entstand eine Insel aus umfangreichen Schlickablagerungen. Abseits der Flüsse bestehen Feuchtgebiete sowie Seen, wie der Crummy Lake, an denen Sumpfland, das von Schwarzfichten dominiert wird, entstand. Aus einem ehemaligen Kanal des Peace-Flusses entstand im Süden des Parks auf einer Terrasse ein Feuchtgebiet, umgeben von Niedermooren.
Der Felsuntergrund des Parks entstand während der späten Kreidezeit. Die tiefste Lage ist dabei die Loon River Formation. Sie besteht aus schluffigem Schieferstein und verfestigtem Schluffmergel. Darüber befindet sich die Peace River Formation, die aus Sandstein besteht. Aufschlüsse der Felsformationen finden sich in beiden Flusstälern. Die oberste Lage ist die Shaftesbury Formation, die sich aus marinem Tonschiefer und Schluffsohle zusammensetzt.
Ein Gletscher bedeckte die Region bis vor etwa 12.000 Jahren. Von ihm blieb die Grundmoräne und ungeschichtete Gletscherablagerungen. Als der Gletscher abschmolz entstand der Lake Peace, der wiederum erhebliche Mengen an Ablagerungen hinterließ.
Erdreich überformte wiederum diese Ablagerungen, das in den höher gelegenen Parkgebieten hohe Lehmanteile enthält und zugleich nur geringfügig entwässert. Hingegen sind die Böden entlang den Flüssen sandiger.

## Flora und Fauna
Die Amerikanische Zitterpappel ist die vorherrschende Baumart. Es bestehen Gebiete, die ausschließlich von dieser Art bestanden sind, darunter viele, die seit langer Zeit bestehen. Diese Dominanz geht auf die Wirkung periodischer Waldbrände zurück. Der nördliche Teil des Parks brannte zuletzt in den 1940er Jahren, Teile des südlichen Parks im nachfolgenden Jahrzehnt. Dort zerstörte 1955 ein Feuer das Gebiet zwischen der Südgrenze des Parks und dem Crummy Lake. Diese Brände bewirkten, dass sich die ansonsten ebenfalls angesiedelten Weißfichten nur langsam wieder ansiedeln. In feuchteren Gebieten abseits des Flusses und außerhalb der Wetlands finden sich auch Balsampappeln, während die Banks-Kiefer (Jack pine) trockene, offenere Stellen besiedelt, insbesondere auf den höher gelegenen Terrassen am südlichen Ende des Parks. Insgesamt waren im Jahr 2001 281 Gefäßpflanzen bekannt, dazu 30 Moos- und Flechtenarten. Unter den Arten befanden sich etwa 30 seltene. Auf Fern Island, einer der sieben größeren Inseln im Peace-Fluss-Abschnitt innerhalb des Parks, besteht ein alter Balsampappelstandort sowie hier seltene Straußenfarne.

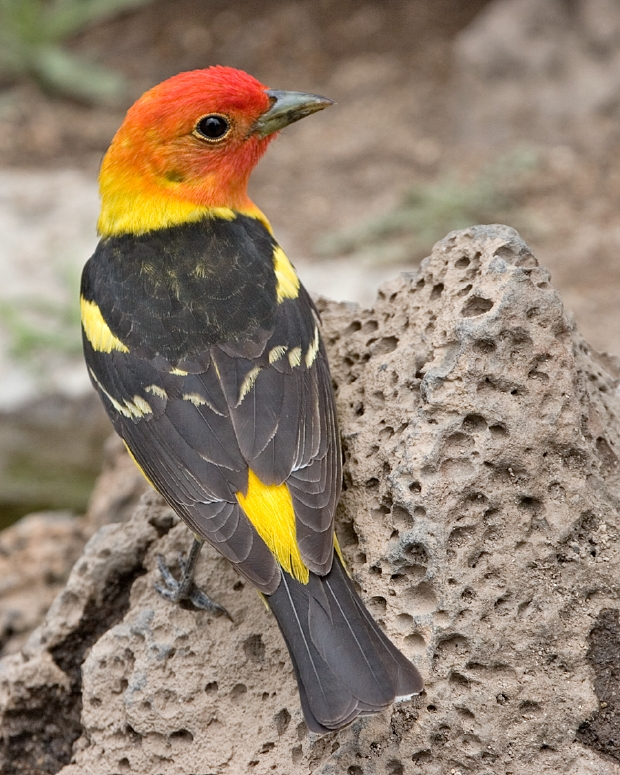
Eine männliche Kieferntangare (Western Tanager)

Etwa 200 Vogelarten wurden im Park registriert, ebenso wie 26 Säugetierarten, darunter Schwarz- und Grizzlybären, Elche, Wölfe, Füchse, Weißwedel- und Maultierhirsche, Biber, Bisam, Kojoten sowie Marder und Wiesel. Hinzu kamen 13 Fischarten, darunter Hecht (northern Pike) und Amerikanischer Zander, zwei Amphibienarten, sowie ein Reptil. Dabei ist der Crummy Lake besonders wichtig für die Fischbestände, aber auch Gänse und Kraniche suchen den See auf. Dort leben zudem Eulen und Spechte. An Singvogelarten sind der Kanadawaldsänger, der Gold-Waldsänger, Schnäpperwaldsänger und die Singammer vertreten, aber auch der Gartentyrann, Catharus ustulatus aus der Gattung der Musendrosseln, die Hudsonmeise, die Kieferntangare, der Braunbrust-Waldsänger, das Indianergoldhähnchen oder der Helmspecht.

## Geschichte
Im Rahmen des Archaeological Survey des Jahres 1975 führte der Archäologe Paul Donahu Untersuchungen im Parkgebiet durch. 1979 fanden sich Überreste einer Feuerstelle mit hitzegesprengten Steinen.
Alexander Mackenzie erreichte das Gebiet auf seiner Fahrt über den Peace River Richtung Pazifik im Jahr 1773. Die North West Company errichtete 1803 das Horseshoe House jenseits des südlichen Endes des Parks, um der Hudson’s Bay Company in Dunvegan Konkurrenz zu machen.
1866 errichtete die Hudson’s Bay Company einen Pelzhandelsposten am Ostufer des Notikewin oberhalb der Mündung des Flusses. Dieses Battle River House wurde bis 1897 betrieben; 1977 fanden sich archäologische Reste auf einem 2,5 ha großen Gebiet. Doch haben Überschwemmungen den größten Teil des Geländes fortgerissen. Milt Wright entdeckte in der Nähe des Handelspostens einen Friedhof der Métis mit zwei Särgen. Nur die Hütte eines Fallenstellers aus dem Jahr 1920 besteht noch nahe der Day Use Area, dazu eine Hütte am Südende des Parks, die nur über den Fluss zu erreichen ist. 
Um 1905 bis etwa 1945 fuhren Dampfboote auf dem Fluss zwischen Dunvegan und Fort Vermilion. Während das Gebiet bis in die 1950er Jahre ausschließlich von Jägern und Fallenstellern aufgesucht wurde, drängte nunmehr die Landwirtschaft von Süden her in die Hawk Hills und das Breaking-Point-Gebiet. 
1974 schlugen die Hawk Hills Unifarm Association und die Manning Fish and Game Association die Einrichtung eines Provinzparks vor. Nachdem dieser im November 1979 gegründet worden war, wurden die um den Park bestehenden Wälder weitgehend zugunsten von Ackerland abgeholzt.